# Joachim Streich
Joachim Streich (Wismar, 1951. április 13. – Lipcse, 2022. április 16.) olimpiai bronzérmes német labdarúgó, négyszeres keletnémet gólkirály, edző.

## Pályafutása

### Klubcsapatban
1969–1975 között a Hansa Rostock, 1975–1985 között az 1. FC Magdeburg játékosa volt. A kelet német labdarúgó-bajnokságban összesen 378 mérkőzésen lépett pályára és 229 gólt szerzett. A Magdeburg színeiben háromszor lett keletnémet kupagyőztes, a gólkirályi címet pedig négy alkalommal szerezte meg. 

### A válogatottban
1969–1984 között 98 alkalommal szerepelt az NDK válogatottjában és 53 gólt szerzett, ezzel ő minden idők legtöbbször pályára lépő és legeredményesebb keletnémet labdarúgója. Tagja volt a FIFA százszoros klubjának, de miután a FIFA már nem számolja bele az olimpiai szerepléseket, így 4 mérkőzéssel kevesebb van a neve mellett feltüntetve. Ennek ellenére a Német labdarúgó-szövetség a mai napig 102 válogatott mérkőzést ismer el Streich számára.
Részt vett az 1972. évi nyári olimpiai játékokon és az 1974-es világbajnokságon, ahol 4 mérkőzésen 2 gólt szerzett.

### Edzőként
Miután befejezte az aktív pályafutását edzősködni kezdett. Az 1. FC Magdeburg, az Eintracht Braunschweig és az FSV Zwickau csapatait irányította.

## Sikerei, díjai
Magdeburg
- Keletnémet kupa (2): 1977–78, 1978–79, 1982–83

NDK
- Olimpiai bronzérmes (1): 1972

Egyéni
- A keletnémet bajnokság gólkirálya (4): 1976–77 (17 góllal), 1978–79 (23 góllal), 1980–81 (20 góllal), 1982–83 (19 góllal)